# Amorphophallus konjac
Konjac (Amorphophallus konjac; syn. A. rivieri; Japonés: 蒟蒻/菎蒻; こんにゃく; konnyaku; en coreano 곤약; gonyak; en chino, 蒟蒻; pinyin, jǔ ruò), también conocido como konjak, konjaku, la lengua del diablo, voodoo lily, o elephant yam (misma que también se usa para la A. paeoniifolius), es una planta del género Amorphophallus. Nativa del sudeste de Asia, de Japón y China hasta el sur de Indonesia.

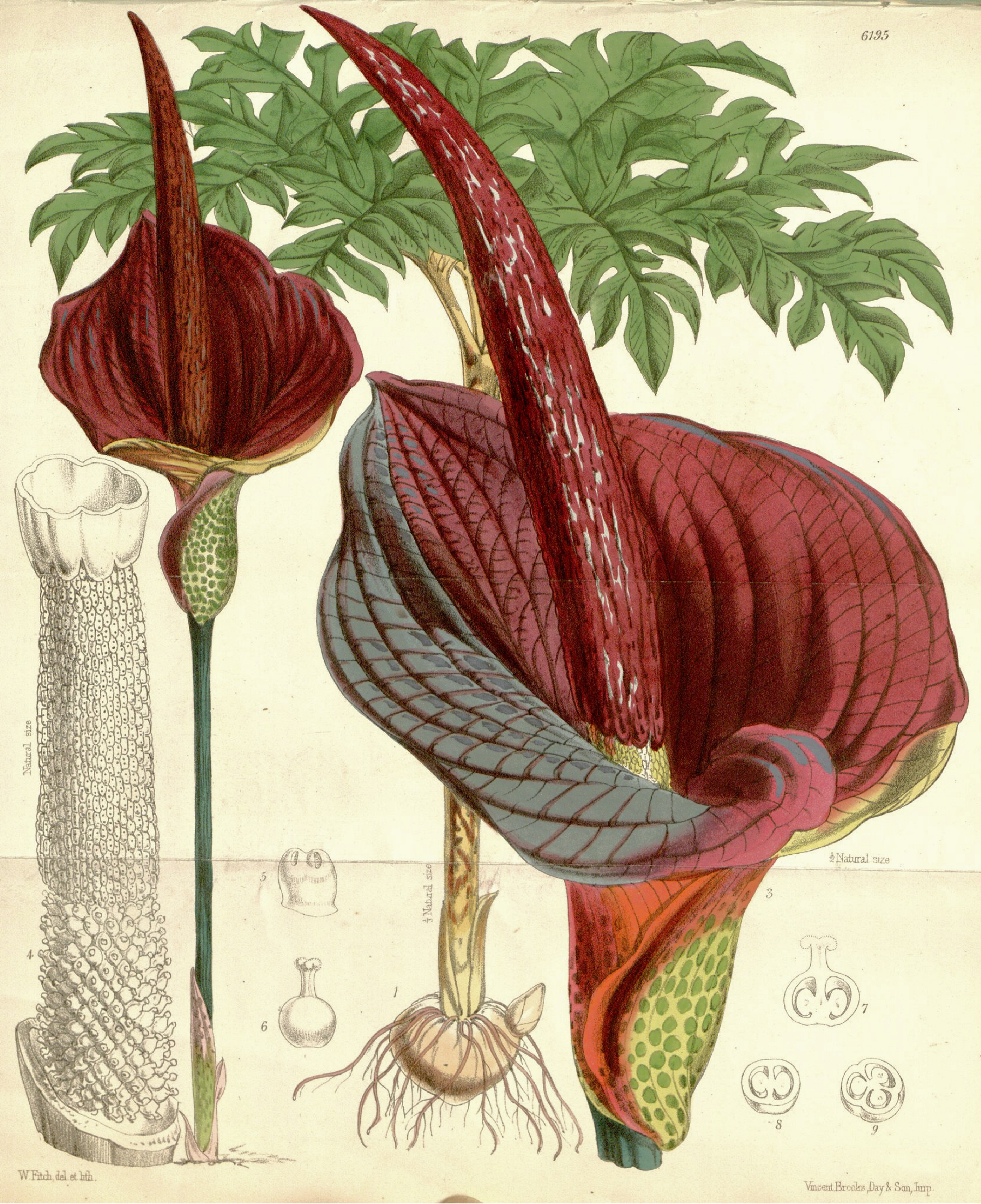
Ilustración

## Descripción
Es una planta perenne que puede llegar a tener un gran cormo de hasta 25 cm de diámetro. Su hoja simple es de hasta 1,3 m de ancho del tipo pinnado, y dividida en numerosos folíolos. Produce flores delimitadas por una espádice color púrpura oscuro de hasta 55 cm de largo.
El cormo de la konjac se denomina coloquialmente a menudo ñame, aunque no tiene ninguna relación con el tubérculo de la familia Dioscoreaceae.

## Estructura química
Consiste en un polisacárido lineal constituido por los monómeros D-glucosa y D-manosa unidos mediante enlaces β,1-4, con un grupo acetilo adjunto cada 9 a 19 residuos de azúcar

## Cultivo y uso

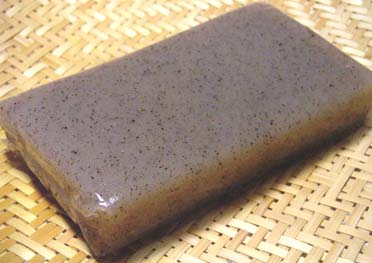
Konnyaku gel.

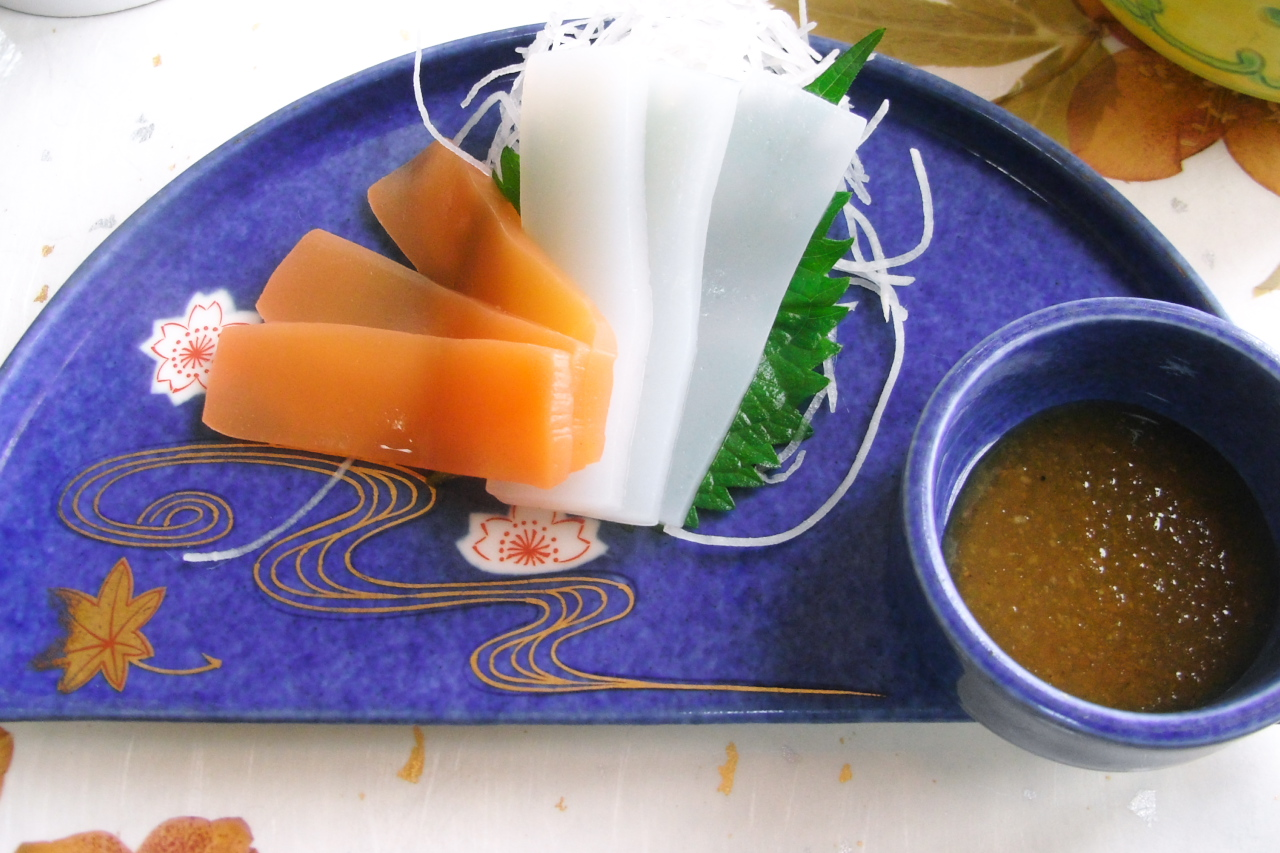
Sashimi konnyaku, usualmente servido con miso en lugar de salsa de soja.

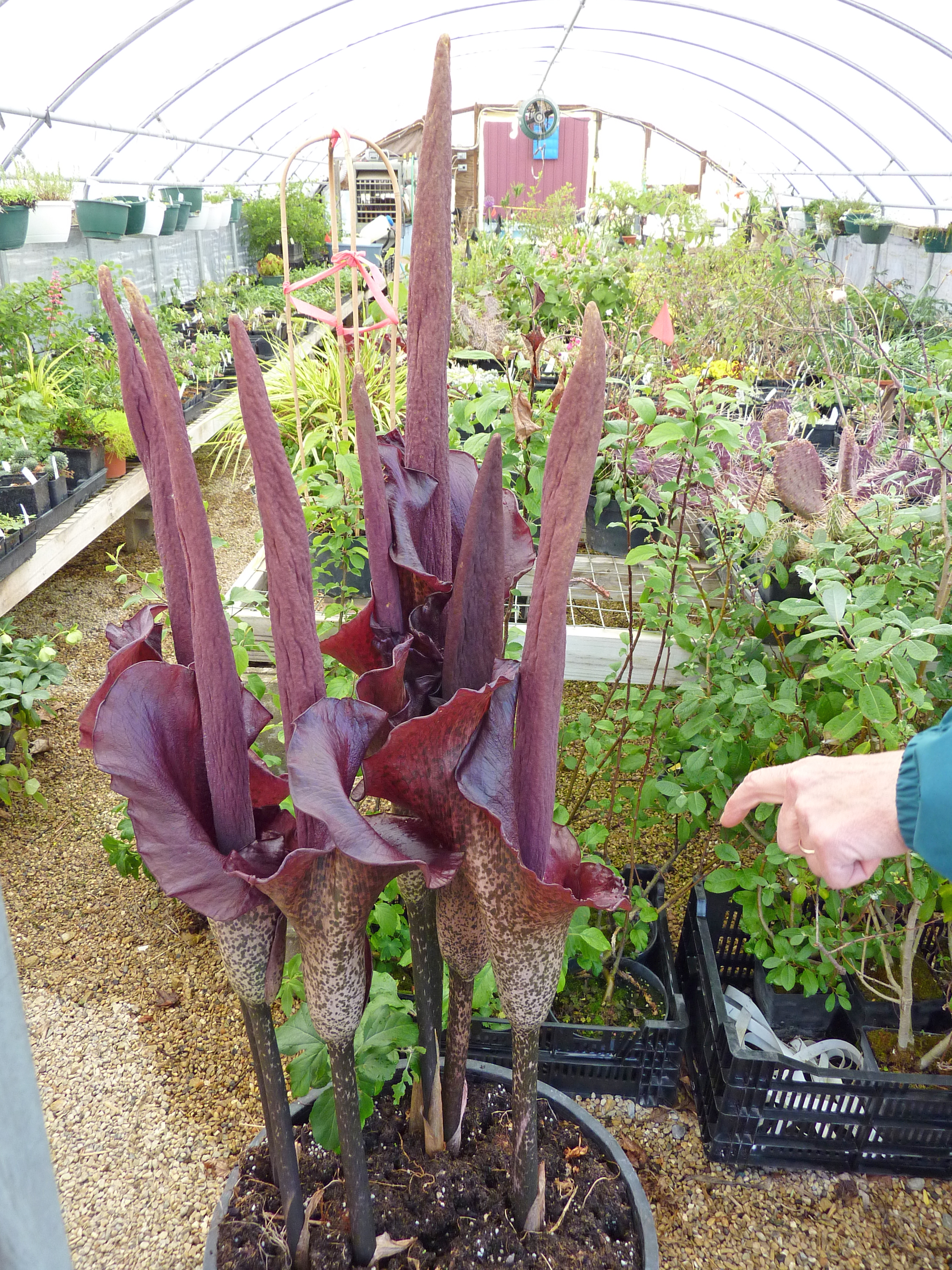
Detalle de las flores

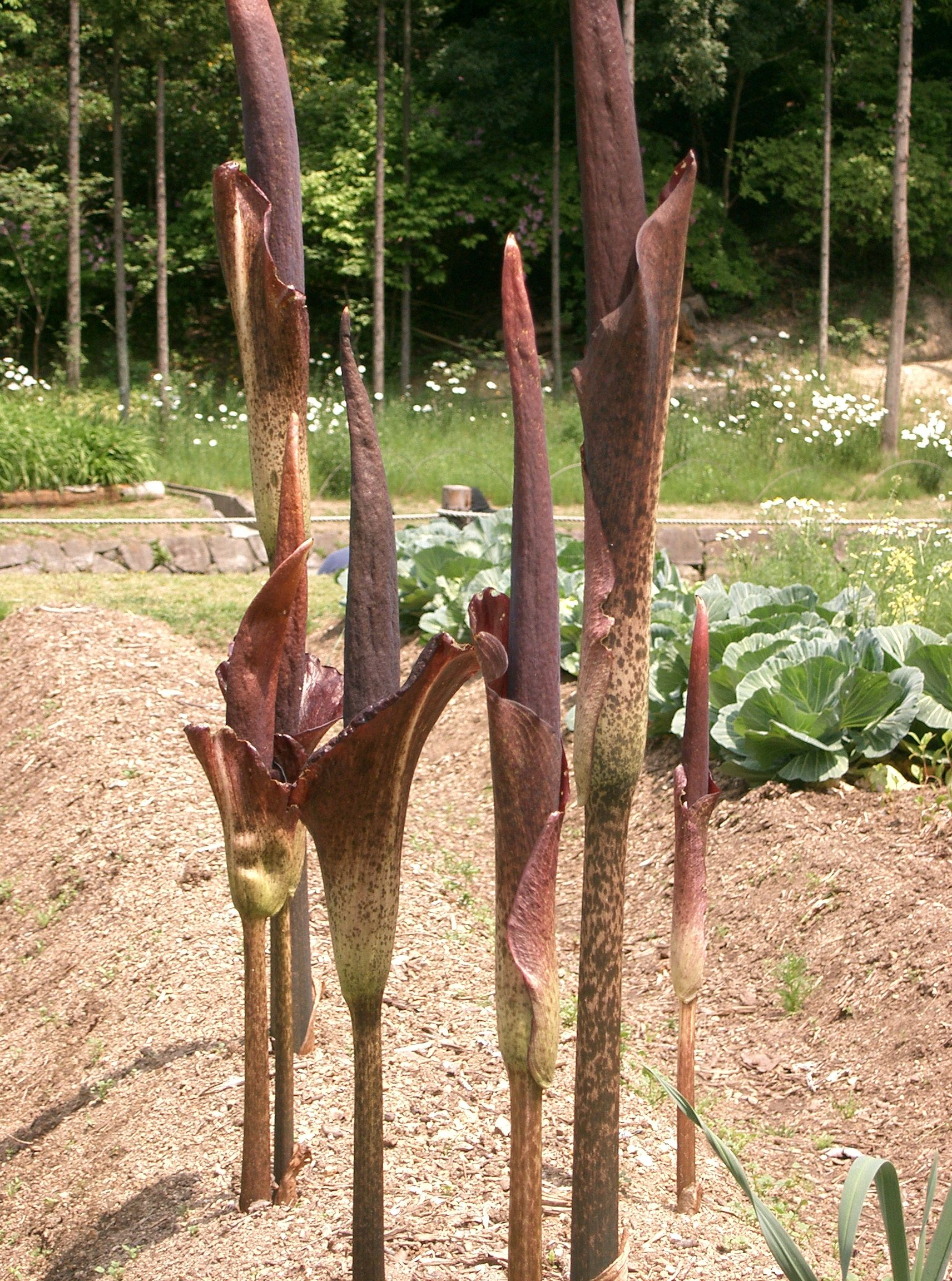
Vista de la planta

El konjac crece en China, Japón y Corea, debido a que es una gran fuente de almidón y de bulbos, se utiliza para crear una harina y mermelada del mismo nombre. Es usado en el veganismo como sustituto de gelatina.
En la gastronomía de Japón, el konnyaku aparece en recetas como el oden. Su apariencia es de un moteado gris y con una consistencia más firme que la mayoría de las gelatinas. Tiene muy poco sabor, en la variedad de gustos comunes destaca vagamente el salado. Se valora más por su textura que por su sabor.
Ito konnyaku (糸蒟蒻) es un tipo de comida japonesa consistente en cortes de konjac en forma de fideos. Por lo general, es vendido en bolsas de plástico con agua. Es usado en el sukiyaki y en el oden. El nombre literalmente significa "hilo-konjac."
La gelatina japonesa konnyaku se hace mediante la mezcla de la harina del konnyaku, agua e hidróxido de calcio. A menudo se le añade el alga Hijiki que aporta un color más oscuro y más sabor. Aparte de la propia alga, no lleva más aditivos para dar color, y resulta en un color oscuro pero pálido como el konnyaku blanco. A continuación se hierve y se enfría hasta solidificarse. El konnyaku en fideos se llama 'shirataki' (ver fideos shirataki) y se utiliza en alimentos tales como el sukiyaki y oden.
El novelista Ryotaro Shiba relató en 1982 que el konjac es consumido en la provincia Sichuan de China; el cormo es llamado moyu (魔芋), y la gelatina moyu doufu (魔芋豆腐) o xue moyu (雪魔芋).
El cormo de la planta de konjac contiene alrededor del 40%  de goma de glucomanano. Este polisacárido hace de la jalea konjac viscosa.
Casi no tiene calorías, pero es muy alto en fibra. Por lo tanto, se utiliza a menudo en los alimentos dietéticos.

### Mermelada de fruta
También es un popular tentempié de gelatina de fruta en Asia, conocido en los EE. UU. como dulce konjac, por lo general se sirve en tamaño bocado en vasos de plástico.
Tal vez debido a la gran publicidad de varios muertos y de las muertes entre niños y ancianos debido a asfixia al comer dulces konjac, hubo advertencias de la FDA sobre dichos productos en 2001. 
A diferencia de la gelatina y algunos otros gelificantes, el konjac no se derrite en la boca. Los productos que están en el mercado forman un gel bastante fuerte de tal forma que sólo la masticación, y no la presión de la lengua, o la presión de la respiración, puedan desintegrar el gel. Los productos dejaron de envasarse en tazas miniatura en las que se servía ya que son lo suficientemente pequeños de tal forma que un niño puede en ocasiones inhalarlos accidentalmente. Fueron prohibidos en la Unión Europea.
Algunos aperitivos actualmente en el mercado han aumentado su tamaño para que no puedan ser tragadas enteras. Los aperitivos suelen tener etiquetas de advertencia para asesorar a los padres de asegurarse de que sus hijos mastiquen la jalea completamente antes de tragarla. Japón el mayor fabricante de aperitivos konjac, (con la empresa MannanLife), ha detenido temporalmente la producción de jaleas después se reveló que un niño japonés de 21 meses de edad se había asfixiado al ingerir una jalea congelada de la marca. A partir de este incidente, 17 niños y ancianos han muerto de asfixia desde 1995.

## Propiedades
Contiene glucomanana, cuyo peso molecular es elevado, oscilando entre 200,000 a 2,000,000 daltons (promedio: 1,000,000). Esta fibra puede absorber hasta 50 veces su peso en agua, siendo una de las fibras más viscosas conocidas

## Taxonomía
Amorphophallus konjac fue descrita por Karl Heinrich Emil Koch y publicado en Wochenschrift für Gärtnerei und Pflanzenkunde 1(4): 262. 1858.
Etimología
Amorphophallus: nombre genérico que deriva de las palabras griegas: amorphos y phallos, que significa pene deforme.
Sinonimia
- Brachyspatha konjac (K.Koch) K.Koch, Wochenschr. Gärtnerei Pflanzenk. 4: 13 (1858).
- Amorphophallus rivieri var. konjac (K.Koch) Engl. in A.L.P.de Candolle & A.C.P.de Candolle, Monogr. Phan. 2: 313 (1879).
- Conophallus konjak Schott, Syn. Aroid.: 34 (1856).
- Amorphophallus palmiformis Durieu ex Rivière, Actes Soc. Linn. Bordeaux 28: 15 (1869).
- Amorphophallus rivieri Durand ex Carrière, Rev. Hort. 42: 573 (1870).
- Proteinophallus rivieri (Durand ex Carrière) Hook.f., Bot. Mag. 101: t. 6195 (1875).
- Tapeinophallus rivieri (Durand ex Carrière) Baill., Dict. Bot. 1(5) (1877).
- Hydrosme rivieri (Durand ex Carrière) Engl., Bot. Jahrb. Syst. 1: 188 (1881).
- Conophallus konniaku Schott ex Fesca, Beitr. Jap. Landwirthsch. 2(Spec. Theil): 241 (1893), orth. var.
- Amorphophallus mairei H.Lév., Repert. Spec. Nov. Regni Veg. 13: 259 (1914).[9][10]